# Dobroolesandrivka
Dobrooleksandrivka  (ucraniano: Доброолександрівка) es una localidad del Raión de Ovidiopol en el Óblast de Odesa de Ucrania. Según el censo de 2001, tiene una población de 1886 habitantes.